# Jessica Eye
Jessica J. Eye, född 27 juli 1986 i Akron, är en amerikansk MMA-utövare som sedan 2013 tävlar i organisationen Ultimate Fighting Championship.